# Australian Communications and Media Authority
Die Australian Communications and Media Authority (ACMA) (deutsch „Australische Fernmelde- und Medien-Behörde“) ist die in Australien zuständige Behörde für Telekommunikation. Sie ist ein Ressort des Department of Broadband, Communications and the Digital Economy (deutsch „Ministerium für Breitband, Kommunikation und  Digitale Wirtschaft“), vergleichbar ihrem deutschen Pendant, der Bundesnetzagentur, die dem Bundesministerium für Wirtschaft und Energie untersteht.
Die ACMA entstand am 1. Juli 2005 durch Zusammenschluss der Australian Broadcasting Authority (deutsch „Australische Rundfunkbehörde“) und der Australian Communications Authority (deutsch „Australische Fernmeldebehörde“). Sie regelt die Fernmeldeangelegenheiten des Landes mithilfe von Gesetzen, Regulierungen, Standards und Vorschriften. Sie unterhält Büros in Sydney, Canberra und Melbourne.